# Baatarchüügiin Battsetseg
Baatarchüügiin Battsetseg (mongolisch Баатархүүгийн Батцэцэг, * 21. Januar 1976) ist eine ehemalige mongolische Leichtathletin, die sich auf den Langstreckenlauf spezialisiert hat.

## Sportliche Laufbahn
Baatarchüügiin Battsetseg nahm 2000 im 5000-Meter-Lauf an den Olympischen Sommerspielen in Sydney teil und schied dort mit 18:22,98 min in der Vorrunde aus. 2007 belegte sie bei den Hallenasienspielen in Macau in 10:03,69 min den fünften Platz im 3000-Meter-Lauf und 2009 belegte sie bei den Asienmeisterschaften in Guangzhou in 17:29,90 min und 35:40,17 min jeweils den achten Platz über 5000 und 10.000 Meter. Anschließend gewann sie bei den Ostasienspielen in Hongkong in 37:04,86 min die Bronzemedaille im 10.000-Meter-Lauf hinter der Japanerin Kayo Sugihara und Jia Chaofeng aus der Volksrepublik China. Zudem gelangte sie im Halbmarathon mit 1:24:01 h auf Rang acht. Daraufhin beendete sie ihre aktive sportliche Karriere im Alter von 33 Jahren.

## Persönliche Bestleistungen
- 5000 Meter: 17:29,90 min, 10. November 2009 in Guangzhou
  - 3000 Meter (Halle): 10:03,69 min, 1. November 2007 in Macau (mongolischer Rekord)
- 10.000 Meter: 35:40,17 min, 14. November 2009 in Guangzhou
- Halbmarathon: 1:24:01 h, 13. Dezember 2009 in Hongkong